# Vicepresident
Vicepresident is de eerste vervanger van een president. Het eerste deel van het woord is afkomstig van het Latijnse woord vice dat in plaats van betekent.

## Staatkundig
De vicepresident neemt in een republiek de taken van de president over wanneer die niet meer in staat is het land te regeren. Ook neemt de vicepresident vaak ceremoniële taken over van de president.
In landen waar geen president is, maar wel een minister-president, zijn er één of meer viceministers-presidenten oftewel vicepremiers.
In de Verenigde Staten van Amerika is de vicepresident de running mate van de president. De vicepresident neemt daar een relatief belangrijke plaats in; zo is hij/zij voorzitter van de Amerikaanse Senaat.
De vicepresident van Suriname neemt net als in de Verenigde Staten een relatief belangrijke plaats in. In Suriname is de vicepresident verantwoordelijk voor vergaderingen van de regering, maar deze figuur is verantwoording schuldig aan de president.

## Bedrijfsleven
Ook in de zakenwereld komt de term vicepresident vaak voor. Zo'n vicepresident is bijna nooit de opvolger van de nummer één, maar één van vaak tientallen of honderden managers op het niveau van, of direct onder, het dagelijks bestuur van het bedrijf.
Bij zakenbanken wordt de titel vicepresident vaak voor niet-managementfuncties gebruikt. Daar reflecteert deze titel de verantwoordelijkheid over relatief grote bedragen en de omgang met hoog gepositioneerd clientèle. Zakenbanken hanteren veelal de termen director, senior en executive vicepresident voor managementfuncties die equivalent zijn met de positie van een vicepresident in andere bedrijven.

## Rechtspraak en bestuur
In de Nederlandse rechtspraak was een vicepresident een hoge rechtersfunctie. Vicepresidenten traden vaak als voorzieningenrechters op in korte gedingen. Tegenwoordig is de aanduiding vicepresident vervangen door die van senior rechter (bij een rechtbank) of senior raadsheer (bij een gerechtshof). Het hoogste rechtscollege, de Hoge Raad der Nederlanden, kent wel nog steeds een vicepresident als plaatsvervanger van de president.
In de Raad van State, waarvan het staatshoofd president is, is de dagelijkse leiding in handen van de vicepresident. Binnen de Raad van State is het gebruikelijk om de titel mét een verbindingsstreepje te schrijven, dus "vice-president".